# Ainigmaptilon virgularoides
Ainigmaptilon virgularoides is een zachte koraalsoort uit de familie Primnoidae. De koraalsoort komt uit het geslacht Ainigmaptilon. Ainigmaptilon virgularoides werd in 1929 voor het eerst wetenschappelijk beschreven door Molander. 